# 極東 I LOVE YOU
『極東 I LOVE YOU』（きょくとう アイ・ラブ・ユー）は、日本のロックバンドであるBUCK-TICKの12枚目のオリジナル・アルバム。
2002年3月6日にBMGファンハウスよりリリースされた。前作『ONE LIFE,ONE DEATH』（2000年）よりおよそ1年5か月ぶりのリリースとなった。
電子音を使いつつも有機的で温かみのあるサウンドを目指した作品であり、その影響でアコースティック・ギターの使用頻度が他の作品よりも高くなっている。前年に発生したアメリカ同時多発テロ事件やアフガニスタン紛争などに影響された楽曲が収録されており、今井は本作に関して「ウチららしい問題作」であると述べている。
先行シングルとして「21st Cherry Boy」およびWOWOWスポーツ番組『ヨーロッパサッカー』のイメージソングとして使用された「極東より愛を込めて」がリリースされている。本作はオリコンチャートにおいて最高位12位となった。

## 背景
アルバム『ONE LIFE,ONE DEATH』（2000年）リリース後、BUCK-TICKは「PHANTOM TOUR」と題したコンサートツアーを同年9月21日の市川市文化会館公演から10月11日の広島アステール公演まで8都市全8公演を実施、また追加公演として「OTHER PHANTOM TOUR」と題したコンサートツアーを10月15日のZepp SENDAI公演から11月3日の赤坂BLITZ公演まで7都市全7公演を実施した。10月21日にはファンクラブ限定ライブ「FISH TANKer's ONLY」を渋谷公会堂にて実施、さらに前作のタイトルを冠したコンサートツアー「TOUR ONE LIFE, ONE DEATH」を12月13日のオリックス劇場大ホール（旧大阪厚生年金会館）公演から12月29日の日本武道館公演まで3都市全3公演を実施した。
2001年に入り、3月28日には前年の日本武道館公演を収録したライブ・アルバムおよびライブ・ビデオ『ONE LIFE, ONE DEATH CUT UP』（2001年）をリリース。同年に櫻井敦司および今井寿はドイツのバンドであるKMFDMやイギリスのバンドであるピッグとともに結成したSCHWEINとしての活動を開始、5月9日にアルバム『SCHWEINSTEIN』をリリースし同作を受けたコンサートツアー「SCHWEIN FEST JAPAN TOUR 2001」を6月1日の横浜ベイホールを皮切りに7会場全8公演を実施した。7月29日には大韓民国の東豆川野外ステージにて実施されたイベントライブ「Soyo Rock Festival 2001」にBUCK-TICKとして参加。9月5日にはSCHWEINのリミックス・アルバム『SON OF SCHWEINSTEIN』がリリースされた。11月21日には19枚目のシングル「21st Cherry Boy」をリリース、12月19日にはマーキュリー・ミュージック・エンタテインメント所属時の音源によるベスト・アルバム『SUPER VALUE BUCK-TICK』がリリース、12月29日には単独コンサート「THE DAY IN QUESTION」を実施した。

## 録音、制作
本作のレコーディングは2001年よりスタジオサンシャインおよび青葉台スタジオ、スタジオ サウンド・ダリにて行われた。同年にSCHWEINとしての活動を行っていた櫻井は、シングル「21st Cherry Boy」のレコーディング時に作業内容の違いからBUCK-TICKとしてのモードに自らを戻すことが困難であったと述べたほか、「本来の居場所」に戻ったことで「いい意味で楽だなと思いました」とも述べている。同曲はアルバムを前提として制作した楽曲ではないと今井は述べたほか、一般のリスナーではなくファンなどの限定された層に向けて、前年にBUCK-TICKとしてのリリースがなかったことからファン向けのプレゼントのような意味合いで制作したとも述べている。
今井は本作のサウンド面でのテーマはアコースティックの部分とノイズの両立であると述べ、無機的なものと有機的なものを融合した世界観をコンセプトとして制作していたと述べている。前作までは1曲ごとにアレンジも納得行くまで作り上げていたが、本作ではあえてそれを崩してバンドとしての形式を意識せずにリミックス作品のようなイメージで仕上げており、今井はさらにアレンジを煮詰めることは可能だが本作にはあえて隙間を残してあるとも発言している。
本作制作時には収録曲以外にも何曲かレコーディングされていたが、曲順などを決める際にどうにも収まりが悪く溢れてしまい、2枚組にする案も出たがそれには曲数が足りなかった。また締め切りが迫っていたことからとりあえず保留ということになり、その時点ではその数曲をミニ・アルバムとしてリリースすることも想定していたが、結局は翌年新たに曲を追加し13枚目のアルバム『Mona Lisa OVERDRIVE』（2003年）としてリリースされた。これにより次回作『Mona Lisa OVERDRIVE』は本作と対を成すアルバムとして位置付けられており、内容も本作とは全く逆の攻撃性に満ちた作品になっている。またそれぞれの1曲目と最後の曲が互いに繋がるような構成になっており、最後の曲のタイトルもそれぞれ「Continue（続く）」・「Continuous（連続的な、途切れない）」と、2作品が対を成していることを示唆している。なお本作未収録曲となった1曲はリアレンジされて、「Lullaby II」として14枚目のアルバム『十三階は月光』（2005年）に、「Lullaby-III」として16枚目のアルバム『memento mori』（2009年）に収録されたが、原曲は未発表のままである。

## 音楽性とアルバムタイトル
本作のタイトルに使用された「極東」という言葉に関して、櫻井は自身の私生活やテレビや雑誌、小説などの情報の中で引っかかったことを2文字で表現したと述べている。当初は言葉の持つインパクトに惹かれていたが、レイモンド・ワッツとの出会いやSCHWEINとしての活動、大韓民国でのライブ経験などが影響し、自身の居場所から何かを発信するという意味合いも付加されていると述べている。『極東 I LOVE YOU』というアルバムタイトルは今井が決定しており、希望や愛をイメージしたことやキャッチーでポップであるとの判断から名付けたが、聞こえ方によっては「ダサい」と捉えられる可能性があったため「自分で自信持ってやんないと危ない」とも今井は発言している。また1曲目「疾風のブレードランナー」はアルバムタイトルと直結した内容であると今井は述べており、曲中の「共に青い春を駆け抜けよう」というフレーズは数年前までは絶対に出てこなかった言葉であるとも述べている。
また1989年12月29日の東京ドーム公演「バクチク現象」からちょうど12年後となる2001年12月29日に実施された単独コンサート「THE DAY IN QUESTION」では、メンバー登場前のSEとして「BUCK-TICK現象のテーマ」が使用された上に過去作からの選曲をメインとしたセットリストとなっていた。同年にはアメリカ同時多発テロ事件やアフガニスタン紛争の開始などの出来事があり、櫻井にとっては極東の島国に住む自身を意識するなど影響があったために、「スピード」の歌詞「自爆しよう」の箇所を当日は「愛し合おう」と変更するなど配慮が行われた。同コンサートのために一度本作のレコーディングを中断することになり、櫻井は当初疑問を覚えていたがライブを行ったことが最終的に良い結果に繋がったと述べている。

## リリース
2002年3月6日にBMGファンハウスからCDにてリリースされた。
2017年11月7日にはデビュー30周年を記念し、前作『ONE LIFE,ONE DEATH』（2000年）から17枚目のアルバム『RAZZLE DAZZLE』（2010年）までのアリオラジャパン在籍時代の9作品が全曲リマスターおよびブルースペックCD2として紙ジャケット仕様で再リリースされた。

## ツアー
本作を受けたコンサートツアーは「WARP DAYS」と題して、2002年4月3日の川口総合文化センターリリア メインホール公演から6月16日の東京ベイNKホール公演まで23都市全25公演を実施した。同公演の内、東京ベイNKホール公演の模様を収録したライブ・ビデオ『BUCK-TICK TOUR2002 WARP DAYS 20020616 BAY NK HALL』（2002年）が後にリリースされた。
ツアー中の5月31日にはファンクラブ会員限定ライブ「FISH TANKer's ONLY」をCLUB CITTA'にて実施。また、それ以外にも「WARP DAYS -AFTER DARK-」と題したコンサートツアーを6月1日のCLUB CITTA'公演から6月5日のON AIR OSAKA公演まで3都市全3公演が実施された。さらに前回よりちょうど1年後となる12月29日には2度目となる単独コンサート「THE DAY IN QUESTION」が日本武道館にて実施された。

## 批評
| 専門評論家によるレビュー    | 専門評論家によるレビュー |
| レビュー・スコア            | レビュー・スコア         |
| 出典                        | 評価                     |
| --------------------------- | ------------------------ |
| CDジャーナル                | 肯定的                   |
| BUCK-TICK ~since 1985-2011~ | 肯定的                   |
| B-T DATA                    | 肯定的                   |

音楽情報サイト『CDジャーナル』では、BUCK-TICKが若手バンドからの熱烈な支持を受けていることに触れた上で、「全精力を注ぎ込んだ渾身の1枚」であると評価したほか、「ますます活動が波にのっている彼らだから作りえた迫力のヴォルテージ」であると称賛した。書籍『BUCK-TICK ~since 1985-2011~ 史上最強のROCK BAND』では、本作がデジタルサウンドとアコースティックサウンドの融合を図った作品であると触れた上で、「温かみのあるトラックが揃っており、アングラで棘のあるイメージが強い彼らの、確信犯的問題作」であると指摘、さらにアメリカ同時多発テロ事件などの影響で櫻井の作詞に変化が見られると述べた上で、「そのベクトルが少しずつ内側から外側へ、否定から肯定へと向かい始めているのを強く感じられる」と肯定的に評価した。書籍『B-T DATA BUCK-TICK 25th Anniversary Edition』では、「疾風のブレードランナー」や「21st Cherry Boy」などをポップなナンバーであると指摘、また「謝肉祭-カーニバル-」や「Long Distance Call」などをメロディアスが楽曲と指摘した上で、「曲調とは対照的に、死や絶望、悪夢などが頻出する櫻井の歌詞の独自性が際立つ」と肯定的に評価した。

## チャート成績
本作はオリコンチャートにて最高位12位で登場回数は2回となり、売り上げ枚数は3.5万枚となった。この売り上げ枚数はBUCK-TICKのアルバム売上ランキングにおいて19位となっている。2022年に実施されたねとらぼ調査隊によるBUCK-TICKのアルバム人気ランキングでは24位となった。

## 収録曲

### 一覧
| 全編曲: BUCK-TICK（特記以外）。 |                                      |                  |           |       |
| #                               | タイトル                             | 作詞             | 作曲      | 時間  |
| 1.                              | 「疾風のブレードランナー」           | 今井寿           | 今井寿    | 5:57  |
| 2.                              | 「21st Cherry Boy」                  | 櫻井敦司、今井寿 | 今井寿    | 4:34  |
| 3.                              | 「WARP DAY」                         | 櫻井敦司         | 今井寿    | 4:10  |
| 4.                              | 「謝肉祭-カーニバル-」               | 櫻井敦司         | 星野英彦  | 4:25  |
| 5.                              | 「TRIGGER」                          | 櫻井敦司         | 今井寿    | 3:36  |
| 6.                              | 「Long Distance Call」               | 櫻井敦司         | 今井寿    | 5:20  |
| 7.                              | 「極東より愛を込めて」               | 櫻井敦司         | 今井寿    | 4:34  |
| 8.                              | 「GHOST」                            | 櫻井敦司         | 今井寿    | 3:57  |
| 9.                              | 「Brilliant」                        | 櫻井敦司         | 星野英彦  | 2:59  |
| 10.                             | 「王国 Kingdom come-moon rise-」     | 櫻井敦司         | 今井寿    | 5:40  |
| 11.                             | 「Continue」(編曲: 今井寿、横山和俊) |                  | 今井寿    | 3:00  |
| 合計時間:                       | 合計時間:                            | 合計時間:        | 合計時間: | 48:12 |

### 曲解説
1. 「疾風のブレードランナー」
ギターソロにモーリス・ラヴェルのボレロの一節が挿入されている。また、アウトロと2曲目が繋がっている。
次回作『Mona Lisa OVERDRIVE』の最後収録のインストゥルメンタル「Continuous」は、この曲を解体し再構築して作られたものである。
2012年に行われたファン投票ではBMG（後のアリオラジャパン）在籍時に発表された、シングルを除く楽曲の中から1位に選ばれた。
2. 「21st Cherry Boy」
先行シングル。前述のとおり、1曲目と繋がったアルバム・バージョンである。
当初、タイトルは「21st Cherry Bomb」（21世紀の爆竹）となる予定だったが、アメリカ同時多発テロ事件を受けて変更された。
3. 「WARP DAY」
4. 「謝肉祭-カーニバル-」
5. 「TRIGGER」
6. 「Long Distance Call」
7. 「極東より愛を込めて」
先行シングル。WOWOW『ヨーロッパサッカー2002』イメージソング。
8. 「GHOST」
9. 「Brilliant」
10. 「王国 Kingdom come-moon rise-」
先行シングル「極東より愛を込めて」のカップリングのバージョン違い。歌詞は「争いの無い、平和な世界」をテーマにしている。
11. 「Continue」
インストゥルメンタル。次回作『Mona Lisa OVERDRIVE』との繋がりを担う曲で、その1曲目の「ナカユビ」の元にあたる曲でもある。

## スタッフ・クレジット

### BUCK-TICK
- 櫻井敦司 - ボーカル
- 今井寿 - ギター、ノイズ、エレクトロニクス、コーラス
- 星野英彦 - ギター
- 樋口豊 - ベース
- ヤガミトール - ドラムス

### 参加ミュージシャン
- 横山和俊 - マニピュレート、キーボード、ノイズ
- ふくだしょうこ - コーラス（2曲目）

### スタッフ
- BUCK-TICK - プロデューサー
- 南石聡巳（毒組） - コ・プロデュース（1・5・7・9曲目）、レコーディング・エンジニア、ミキシング・エンジニア
- 比留間整 - コ・プロデュース、レコーディング・エンジニア（2 - 4・6・8・10・11曲目）、ミキシング・エンジニア
- 荒井健一 - 追加エンジニア
- 米山充（スタジオサンシャイン） - アシスタント・エンジニア
- 乾冬比古 - アシスタント・エンジニア
- 熊坂敏（スタジオ サウンド・ダリ） - アシスタント・エンジニア
- 宮崎洋一（青葉台スタジオ） - アシスタント・エンジニア
- 植木清次 - アシスタント・エンジニア
- 徳江和美（フリーダムスタジオ） - アシスタント・エンジニア
- 吉田理恵（MLクリエイティブ） - アシスタント・エンジニア
- 小泉由香（オレンジ） - マスタリング・エンジニア
- 浅見繁男 - ドラム・テクニシャン&チューナー
- 峰守一隆 (MASTER TONE) - ギター&ベース・テクニシャン

レーベルスタッフ（BMGファンハウス）
- death-rider - A&R
- 向井一洋 - マーケティング・プランナー
- こせきひでひこ - マーケティング・プランナー
- 野口悦子 - ナイトタイム・プロモーター
- 佐久間博 - セールス・プロモーター
- わだかおり - ビジュアル・コーディネーター
- 千葉隆広（バンカー） - アーティスト・マネージメント
- のむらたけお（サークルズミュージックパブリッシャー） - パブリッシング・スタッフ
- こうずとしこ（バンカー） - マネージメント・デスク
- よしださおり (FISH TANK) - オフィシャル・ファンクラブ

- サカグチケン - アート・ディレクション
- 本間いずみ（サカグチケンファクトリー） - グラフィック・デザイン
- 北井博也 (AVGVST INTERNATIONAL) - アーティスト・フォトグラフィー
- 谷崎隆幸 (Fats Berry) - ヘアー・スタイリング&メイク・アップ
- 八木智晴 - コスチューム・スタイリング

- 吉澤博美（BMGファンハウス） - エグゼクティブ・プロデューサー

- フェルナンデス - スペシャル・サンクス
- バーニー - スペシャル・サンクス
- グレコ - スペシャル・サンクス
- ラディック - スペシャル・サンクス
- ヘビームーン - スペシャル・サンクス
- おおつなおこ（スタジオサンシャイン） - スペシャル・サンクス
- 飯嶋由都（スタジオ サウンド・ダリ） - スペシャル・サンクス
- しみずみつよし（青葉台スタジオ） - スペシャル・サンクス
- ふるごりたかよ（青葉台スタジオ） - スペシャル・サンクス
- 中村研一 (GROOVE ONE) - スペシャル・サンクス
- 田中淳一 - スペシャル・サンクス
- 松木昭男（グレッチ・ドラム・オフィス） - スペシャル・サンクス
- 岡崎達成 - スペシャル・サンクス
- ASAKI (AGE of PUNK) - スペシャル・サンクス
- 水田逸人 (BRAIN DRIVE) - スペシャル・サンクス
- 湊雅史 - スペシャル・サンクス - スペシャル・サンクス

## リリース履歴
| No. | 日付          | レーベル         | 規格         | 規格品番   | 最高順位 | 備考                                   |
| --- | ------------- | ---------------- | ------------ | ---------- | -------- | -------------------------------------- |
| 1   | 2002年3月6日  | BMG JAPAN        | CD           | BVCR-11038 | 12位     |                                        |
| 2   | 2017年11月7日 | アリオラジャパン | Blu-Spec CD2 | BVCL-30038 | 244位    | デジタルリマスター盤、紙ジャケット仕様 |